# Ōshikōchi no Mitsune

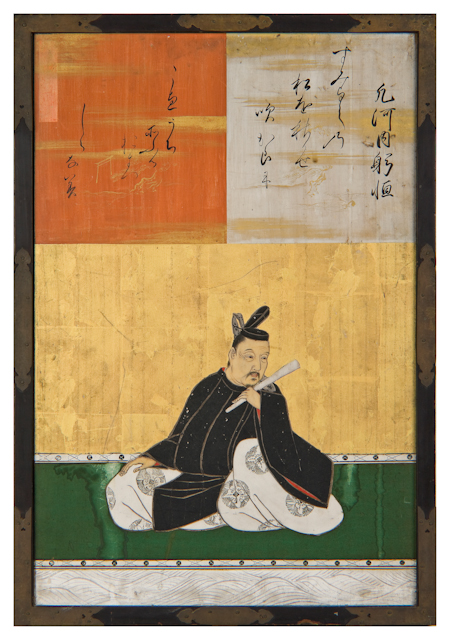
Ōshikōchi no Mitsune, Gemälde von Kanō Tan’yū, 1648

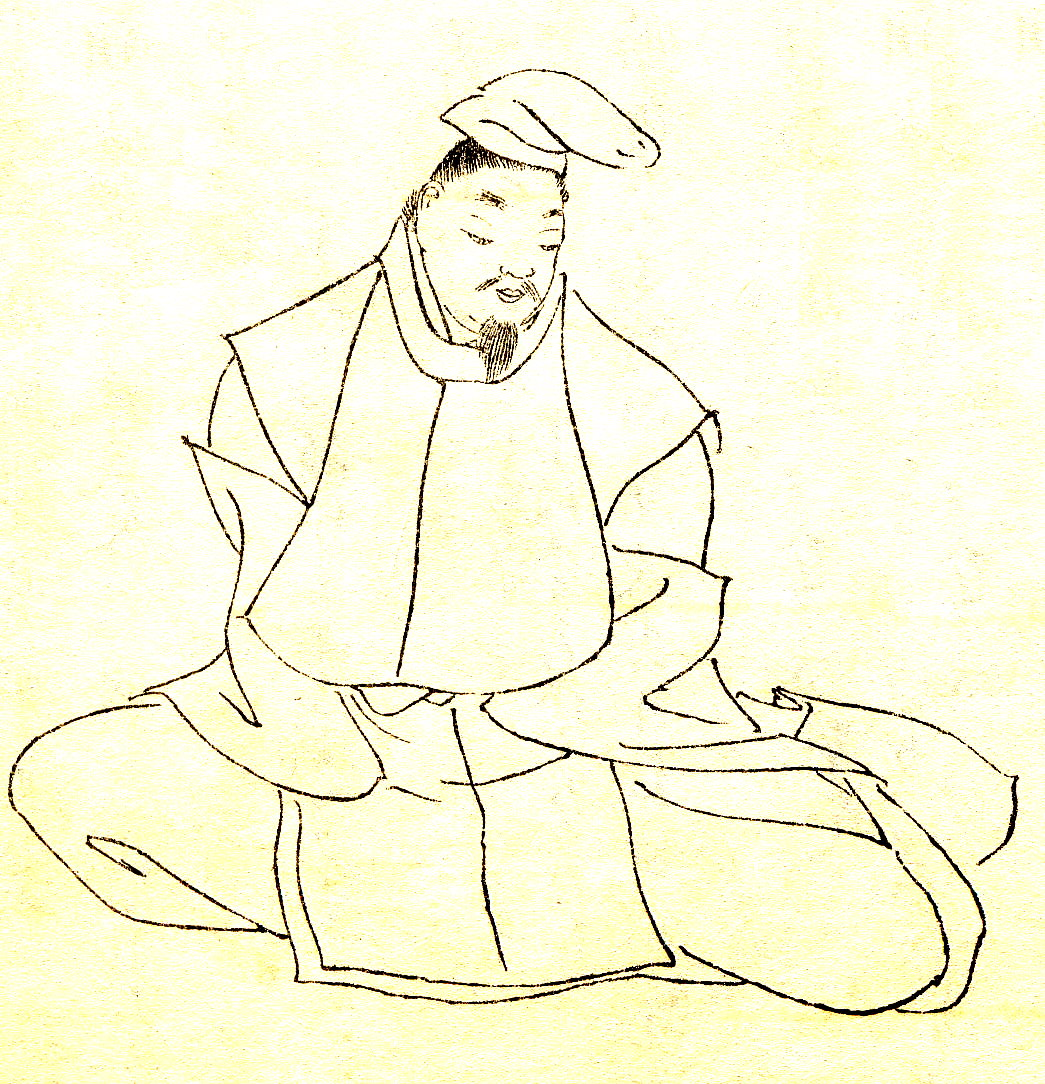
Ōshikōchi no Mitsune gezeichnet von Kikuchi Yōsai

Ōshikōchi no Mitsune (jap. 凡河内 躬恒; bl. 898–922) war ein japanischer Waka-Poet.

## Leben
Er war einer der Sechsunddreißig Unsterblichen der Dichtkunst und einer der Kompilatoren des Kokinshū.
Er diente als Provinzbeamter und wurde zuletzt 921 außerplanmäßiger Provinzsekretär von Awaji.
Mitsune war ein Meister seines Fachs und begann früh mit dem Schreiben. Seine Werke handeln oft von der Natur. Seine Werke sind Teil der Anthologie Hyakunin Isshu. In den japanischen Anthologien sind 193 von seinen Gedichten überliefert.